# Орловське (Україна)
Орло́вське (до 2009 року — Орлівське) — село Сартанської селищної громади Маріупольського району Донецької області України. Населення становить 370 осіб.

## Загальні відомості
Розташоване на правому березі р. Кальміус. Відстань до Бойківського становить близько 46 км і проходить автошляхом Т 0519. Землі села межують із територією с. Павлопіль та Черненко та с. Приовражне Маріупольського району Донецької області.

## Населення
За даними перепису 2001 року населення села становило 370 осіб, із них 4,86 % зазначили рідною мову українську та 95,14 % — російську.

## Новітня історія
Під час війни на Сході України 18 жовтня 2014 року у місці тимчасової дислокації 18-го батальйону територіальної оборони «Одеса» на південній околиці Орловського, за садово-дачним кооперативом, сталася трагедія, — старший солдат з автомата розстріляв чотирьох співслужбовців, загинули Геннадій Бойченко, Євген Кравець, Микола Мокан та Олександр Орлик, ще один боєць дістав поранення.